# 2e régiment de lanciers (Belgique)
Pour les articles homonymes, voir 2e régiment.
Le 2e régiment de lanciers (néerlandais : 2de Lansiers) était un régiment de cavalerie de l'armée belge. Il fusionna le 30 juin 1994 avec le 4e régiment de Lanciers pour former le 2/4 Régiment de Lanciers qui était en garnison à Bourg-Léopold. En 2010, le régiment fut dissous.

## Historique
Le 2e régiment de lanciers est constitué le 27 octobre 1830 à Namur. Durant la campagne de Dix-Jours, il est intégré à l'Armée de la Meuse, et un détachement participe à la bataille de Zonhoven. Le régiment est réorganisé une première fois en 1839 et est divisé en six escadrons de combat : quatre armés de lances et deux de mousquets. Plus tard, tous les escadrons seront équipés de lances et de mousquets. En 1885, le régiment prend ses quartiers à Liège.

### Première Guerre mondiale
Lors de la mobilisation de 1914, le 2e régiment de lanciers qui est alors stationné à Bruxelles où il remplace un régiment des Guides, est renvoyé à Liège pour défendre la ville sous les ordres du général Leman. Ses missions premières consistent en de nombreuses patrouilles de reconnaissance qui transmettent nombre de renseignements importants. C'est lors d'une de ces patrouilles que tombe à Thimister le premier soldat belge de la Première Guerre mondiale, le cavalier Antoine Fonck. Le jour d'après voit la mort du premier officier, le capitaine-commandant de Menten de Horne. Le régiment participe à la bataille de Liège, à la défense d’Anvers et est ensuite stationné sur le front de l'Yser. Lors de l’offensive finale de 1918, le régiment est placé sous les ordres du 7e corps d’armée français et devient un groupement léger chargé de missions de reconnaissance. Il se distingue également lors d’actions menées à Ardooie, Ruislede, Tielt et Roulers qui lui valent, comme seule unité de combat belge, la Croix de Guerre française 1914-1918.

### Entre-deux-guerres
Durant les années vingt, le Régiment subira plusieurs réorganisations. En 1938, il sera complètement motorisé (side-cars, canons anti-chars et véhicules blindés légers T13 et T15). En 1939, le Régiment est en garnison à Etterbeek.

### Seconde Guerre mondiale
Il participe à la campagne des dix-huit jours de 1940 et se distingue dans certains combats défensifs ainsi que lors des contre-attaques de Tongres, Zwijndrecht, Zelzate, Dadizele et Passendale. Il finit par se rendre et ses soldats sont emmenés en captivité en Allemagne.

### Après-guerre
Le 1er octobre 1948, un nouveau bataillon de chars Sherman est constitué à Beverlo, et reprend le nom et les traditions du 2e régiment de lanciers. Le régiment déménage en juillet 1951 pour Euskirchen (Allemagne). En 1952, il est équipé de chars Patton et est composé de quatre escadrons de chars ainsi que d'un escadron d'état-major et de services. La même année, le régiment est doté des chars Patton.
En octobre 1957, un escadron déménage à Cassel et est placé sous le contrôle opérationnel des troupes de couverture belges. Il passe en 1960 au 6e régiment de lanciers sans être remplacé au sein du 2e régiment de lanciers. En 1969, les chars Patton disparaissent au profit des Leopard. Il participe au Canadian Army Trophy et y obtient des résultats honorables. En juin 1976, le 2e lanciers s'installe à Bourg-Léopold.

## Étendard
L'étendard du 2e régiment de lanciers est attribué le 22 décembre 1831 à Louvain par le roi Léopold Ier. Il porte l'inscription suivante :
- Leie 1940

Fourragère de la Croix de Guerre française 1914-1918.

## Hommages
À Etterbeek, jouxtant l'ancienne caserne de cavalerie Major Géruzet, une rue est nommée Avenue du Deuxième Régiment de Lanciers.

## Sources
- Site de l'armée belge